# Pontault-Combault
 Pontault-Combault  es una población y comuna francesa, en la región de Isla de Francia, departamento de Sena y Marne, en el distrito de Torcy. Es la única comuna del cantón de Pontault-Combault.

## Demografía
| 417                       | 388 | 395 | 426 | 547 | 460 | 550 | 509 | 579 | 689 | 782 | 620 | 640 | 676 | 732 | 730 | 710 | 726 | 712 | 767 | 952 | 2 240 | 3 566 | 4 124 | 3 129 | 4 552 | 7 465 | 9 282 | 16 761 | 19 037 | 26 804 | 32 886 | 34 546 | 34 733 |
| (Fuente: INSEE y Cassini) |     |     |     |     |     |     |     |     |     |     |     |     |     |     |     |     |     |     |     |     |       |       |       |       |       |       |       |        |        |        |        |        |        |

Cuarta comuna más poblada del departamento, forma parte de la aglomeración urbana de París.